# Not Fade Away (brano musicale)
Not Fade Away è una canzone scritta da Buddy Holly e Norman Petty. Fu registrata da Holly con i Crickets il 27 maggio 1957 a Clovis nel Nuovo Messico e pubblicato il 27 ottobre 1957 dalla Brunswick Records nel singolo Oh, Boy!/Not Fade Away È stata inserita in seguito nell'album The "Chirping" Crickets nel 1958.
Ritmicamente la canzone è un classico esempio di Bo Diddley beat, ritmo di ispirazione afro-americana.
La canzone è stata inserita al 107° nelle 500 migliori canzoni di sempre dal mensile Rolling Stone.

## Reinterpretazioni
- Nel 1964 i Rolling Stones pubblicarono il brano come singolo nel 45 giri Not Fade Away/Little by Little nel Regno Unito, e divenne uno dei loro primi successi raggiungendo il 3º posto nella UK Chart. La loro versione ha un ritmo più veloce dell'originale. Nel marzo del 1964 fu pubblicato anche negli USA, primo singolo per il gruppo, e raggiunse il 48º posto nella classifica di Billboard.

- Nel 1973 i Rush pubblicarono il brano in versione hard rock[2], come primo singolo della loro carriera; il disco, distribuito in poche migliaia di copie esclusivamente in Canada, contiene nella facciata B You Can't Fight It, brano originale hard rock firmato Lee e Rutsey che rimane l'unico brano firmato dal primo batterista del gruppo presente nel catalogo della band.

- Sheryl Crow pubblicò una propria versione del brano nel 2007.

- Tra le altre reinterpretazioni: The Bobby Fuller Four, Bruce Springsteen, Tom Petty, Steve Hillage, Jon Bon Jovi, Patti Smith, James Taylor, Simon and Garfunkel e Florence and the Machine.[3]

.
- I Grateful Dead la suonarono incessantemente per tutta la loro carriera diventando il 7° brano più suonato in concerto con più di 500 date.[4]